# الأجمة (رواية)
الأجمة هي رواية سياسية عربية للكاتب والسياسي المغربي المفكر حسن أوريد، كتبها في أمريكا 1996 وصدرت سنة 2014 عن دار الأمان، عدد صفحاتها 216. وكانت الرواية موضوع أبحاث ودارات جامعية.
تتناول رواية "الأجمة" مجموعة من القضايا السياسية والفكرية المعقدة في قالب سردي روائي، حيث تعكس رؤية الكاتب حسن أوريد للعالم العربي وتوتراته الداخلية والخارجية، وتُظهر انشغاله العميق بمآلات المثقف العربي وسط تحولات السلطة والمجتمع. تدور أحداث الرواية بين فضاءات متعددة، ويتقاطع فيها الذاتي مع السياسي، إذ يستعرض أوريد عبر شخوص الرواية الصراع بين القيم والواقع، بين الفكر الحر وإكراهات الأنظمة. كما تمثل الرواية شهادة سردية على تمزقات الإنسان العربي، ما يجعلها مصدراً مهماً لدراسة تحولات الفكر السياسي في المغرب والعالم العربي خلال العقود الأخيرة.

## تحليل العنوان
يحمل عنوان رواية الأجمة دلالة رمزية عميقة، إذ تُحيل "الأجمة" لغويًا إلى المكان الكثيف بالأشجار، الذي يصعب التوغل فيه أو الخروج منه بسهولة. على المستوى الرمزي، تعكس الأجمة تعقيد الواقع العربي، وتشابك المصالح السياسية والفكرية، والانغلاق الذي يواجهه المثقف داخل مجتمعه. وقد اختار حسن أوريد هذا العنوان ليُجسّد التيه الفكري والسياسي، وليعبّر عن حالة الانحباس الوجودي التي يعانيها الفرد في مواجهة منظومة سلطوية معقدة ومتشابكة، تحجب الرؤية وتقيد الحركة. وهكذا يصبح العنوان مدخلًا تأويليًا لفهم عوالم الرواية وسياقاتها الفلسفية والسياسية.

## القصة
تدور أحداث الرواية حول صراع مجموعات من الحيوانات حول الأجمة وكيف ستقتسم ثرواتها، ومن له الأحقية في إستغلال ترواث هذه الأخيرة. ويرمز كل حيوان الفئة معينة في الوسط السياسي. فالسباع هم الدولة، النمور المخزن، الذئاب اليساريون، الأكباش الإسلاميون، البغال التقنقراط، الحمير البيروقراط و الحمام الرامز للطبقة المثقفة حسب تعبير الكاتب.

## الرمزية في الشخصيات والأحداث
تعتمد الرواية بشكل كبير على التمثيل الرمزي. فالشخصيات ليست مجرد أفراد، بل تجسد طبقات اجتماعية أو مواقف فكرية وسياسية. كما أن المكان – الأجمة – يصبح فضاءً رمزيًا للعالم العربي، المغلق على نفسه، حيث يُخنق الصوت الحر وتُقبر الحرية. مثل السباع، النمور، الذئاب، الكباش، البغال، الحمير، الحمام.

## البنية السياسية والفكرية في الرواية
تُبرز الأجمة الأبعاد السياسية التي تتقاطع مع التجربة الذاتية للمثقف داخل النظام السلطوي العربي. فالرواية لا تكتفي بسرد الحكاية، بل تغوص في عمق الإيديولوجيات المتصارعة، والتوتر بين الأنظمة الشمولية والطموحات الديمقراطية، وتكشف التواطؤات الصامتة بين المثقف والسلطة.

## صراع الهوية والاغتراب
يعيش بطل الرواية تمزقًا بين الانتماء إلى الوطن والإقامة في المنفى، بين الفكر الحر والرقابة الاجتماعية والسياسية. هذا التوتر يُجسد اغتراب المثقف العربي، وتيهه بين حضارات متعددة، ومحاولته الحثيثة لإيجاد معنى في عالم يعاقبه على التفكير الحر.

## اللغة والأسلوب: بين السرد والتأمل
يُلاحظ في الأجمة المزج بين السرد الروائي والتأمل الفلسفي، إذ تنزاح الرواية أحيانًا عن الحدث إلى التحليل والنقاش المفاهيمي، مما يجعلها تقع بين الرواية الكلاسيكية والنص الفكري المفتوح. وتتميز اللغة بالرقي والانسيابية، مما يعكس خلفية الكاتب الأدبية والفكرية.

## النقاد
يرى محمد سعيد أن الكاتب يدعو إلى السعي نحو الكرامة و العدالة و المساواة، ومنبهاً إلى مئال شيطنة الأخر.مضيفا أن تصورات الكاتب الحقيقية هي غير واضحة.
أما عبد الإله شبل فقد قال بأن استعمال الكاتب لمجموعة من الدلالات الجغرافية و الأماكن بالأمازيغية قد يكون محاولة من مؤرخ المملكة المغربية السابق للتصحيح والتأكيد على أن الأمازيغ هم ساكنة المغرب الأولون، مضيفا أن استعماله للحيوانات التي تتكلم كان لرغبته في التعبير عن مواقفه و رسائله السياسية التي عجز عن الكشف عنها سابقا، حاول بث الأمل من خلال استعماله للحمام كإشارة للمثقفين القادرين على الترفع عن الواقع باستعمالهم لأجنحتهم.
يرى محمد جليد:التقنوقراطي خطير عندما ينتحل صفة السياسي والمثقف."في ثاني رواية تصدر له خلال السنة الجارية، يغلف الكاتب والأديب حسن أوريد نصّه الأخير «الأجمة» برسائل سياسية قوية ليست موجهة إلى النظام المغربي وحده، بل إلى مختلف الأنظمة العربية، التي يعتبرها نسخة من الأنظمة العشائرية والقبلية القديمة. في هذا الحوار، نتوقف معه عند أهم الرسائل السياسية الواردة في الرواية، وموقفه من التقنوقراط".

## إقتباسات
"يقدم الأسد على القوة من أجل أن يكسب جميع الحيوانات."
"وأما الأجمة فميراث مشترك، وليس لفصيل أن يستأثر بها دون آخر. فهي ملك للسباع وللذئاب وللكباش ولكافة الحيوانات. وهو مُلكٌ تصاغُ بنودهُ ككلِ عقد عند كل جيل."

"التصويت على الأكباش ينتج أكباشا تستعمل البعبعة وأكباشا تلجأ إلى النطح."